# César Coll Salvador
César Coll (Benicarló, 1950), es catedrático emérito de Psicología Evolutiva y de la Educación de la Universidad de Barcelona. Ha impulsado y dirigido investigaciones y trabajos sobre las aplicaciones e implicaciones pedagógicas de la teoría genética, la orientación y la intervención psicopedagógica, el diseño y desarrollo del currículum escolar, el análisis de los procesos de interacción en situaciones educativas y la evaluación de los aprendizajes escolares. Ha participado activamente en diversos proyectos y procesos de reforma e innovación educativa en España y otros países latinoamericanos, especialmente en lo que concierne a los aspectos curriculares y psicopedagógicos.

## Biografía
César Coll nace en Benicarló (Comunidad Valenciana) y finaliza los estudios de Maestro de Enseñanza Primaria en 1967. En 1972 se licencia en Psicología en la Universidad de Barcelona y en 1973 obtiene el título de Licenciado en psicología genética y experimental en la Facultad de Psicología y de las Ciencias de la Educación de la Universidad de Ginebra, Suiza. Entre 1973 y 1978 es asistente de investigación en el Centro Internacional de Epistemología Genética de Ginebra, dirigido por Jean Piaget y en la Faculté de Psychologie et des Sciences de l'Education. En 1977 alcanza el grado de Doctor en Psicología por la Facultad de Filosofía y Ciencias de la Educación en la Universidad de Barcelona. En 1985 obtiene la Cátedra de Psicología Evolutiva y de la Educación en la Universidad de Santiago de Compostela, y en 1985 ocupa la misma cátedra en la Universidad de Barcelona. En julio de 1992 fue nombrado Director General de Renovación Pedagógica del Ministerio de Educación y Ciencia, cargo que desempeñó hasta 1995, jugando un papel destacado en la elaboración de la Ley Orgánica de Ordenación General del Sistema Educativo –LOGSE– y en la puesta en marcha de la Ley tras su promulgación el año 1990.  Entre 1987 y 1988 ejerció como director del Instituto Municipal de Educación de Barcelona (IMEB). Recientemente, ha formado parte del equipo encargado por el Ministerio de Educación y Formación Profesional del Gobierno de España de proponer el modelo de currículum empleado en la elaboración de los currículo derivados de la promulgación de la Ley Orgánica por la que se modifica la Ley Orgánica de Educación – LOMLOE– en 2020.
Desde su fundación en la década de 1980 hasta 2023 ha dirigido el Grupo de Investigación sobre Interacción e Influencia Educativa (GRINTIE) y el Grupo de Innovación Docente en Psicología de la Educación (GIDPE) Como investigador ha trabajado con personalidades como Jean Piaget, Bärbel Inhelder, Vinh Bang, Cristian Gilliem, Alex Blanchet, Elena Martín, Jesús Palacios, Álvaro Marchesi e Isabel Solé, entre otros.
Sus intereses actuales tienen como foco el análisis de las prácticas educativas, el impacto de las TIC en la educación, la articulación de los escenarios de aprendizaje formal e informal y la personalización del aprendizaje escolar y la identidad de aprendiz.

## Obras
Es autor de numerosos artículos publicados en revistas académicas y profesionales nacionales e internacionales y entre los libros que ha escrito, dirigido o coordinado destacan:
- 1983, Psicología genética y aprendizajes escolares. Madrid: Siglo XXI.
- 1987, La conducta experimental en el niño. Barcelona: Ceac.
- 1987, Psicología y currículum. Una aproximación psicopedagógica al currículum escolar. Barcelona: Laia.
- 1989, Conocimiento psicológico y práctica educativa. Introducción a las relaciones entre psicología y educación. Barcelona: Barcanova.
- 1990, Aprendizaje escolar y construcción del conocimiento. Barcelona: Paidós.
- 1992, Los contenidos en la reforma. Enseñanza y aprendizaje de conceptos, procedimientos y actitudes. Madrid: Santillana. (Con Pozo, J.I., Sarabia, B. & Valls, E)
- 1993, El constructivismo en el aula. Barcelona: Graó. (Con Martín, E., Mauri, T., Onrubia, J., Solé, I., y Zabala, A.)
- 1994, Teaching, learning, and interaction. Madrid: Fundación Infancia y Aprendizaje.
- 1996, Enseñanza, aprendizaje y discurso en el aula. Aproximaciones al estudio del discurso. Madrid: Fundación Infancia y Aprendizaje.
- 1999, Psicología de la instrucción: la enseñanza y el aprendizaje en la educación secundaria. Barcelona: Horsori. (Con Edwards, D)
- 2001, Desarrollo psicológico y Educación. Vol. 1. Psicología evolutiva. Vol. 2. Psicologia de la Educación. Vol. 3. Respuestas educativas a las dificultades de aprendizaje y del desarrollo. Madrid: Alianza Editorial. (Con Palacios, J., & Marchesi, A.)
- 2003, Aprender contenidos, desarrollar capacidades. Barcelona: Edebé. (Con Martín, E.)
- 2007, Currículum i ciutadania. El què i el per a què de l'educació escolar. Barcelona: Editorial Mediterrània. (Como director)
- 2008, Psicología de la educación virtual. Enseñar y aprender con las tecnologías de la información y la comunicación. Madrid: Morata. (Con Monereo, C.)
- 2009, Calidad, equidad y reformas en la enseñanza. Madrid): Fundación Santillana. (Con Marchesi, A. & Tedesco, J. C.)
- 2010, Desarrollo, aprendizaje y enseñanza en la educación secundaria. Barcelona: Editorial Graó.
- 2017, Personalización del aprendizaje escolar. Fundación SM de Ediciones México.
- 2018, La personalización del aprendizaje.  Barcelona: editorial Graó. (Coord.)
- 2021, L'estat de l'educació a Catalunya. Balanç i propostes per impulsar les oportunitats educatives. Anuari 2020. Barcelona: Fundació Jaume Bofill. (Con Albaigés, B como directores)
- 2020, Aprenentatge amb sentit i valor personal. Estratègies, recursos i experiències de personalització educativa. Barcelona: Editorial Graó, (Con Esteban-Guitart, M. & Iglesias, E.)
- 2023, Nuevo currículum, nuevos desafíos educativos. Madrid: Fundación SM. (Con Martín, E. & Marchesi, A.)
- 2025, Currículum y calidad de la educación en Iberoamérica. Enfoques teóricos, políticas curriculares y procesos de cambio curricular. Uruguay: grupo Magro editores. (Con Díaz Barriga, F.)

## Premios y reconocimientos
En 2017 fue investido doctor honoris causa por la Universidad Nacional del Sureste, URSE, en Oaxaca, México, y en 2018 la Benemérita Universidad Autónoma de Puebla, México, inauguró una cátedra con su nombre dedicada al análisis, la investigación y la innovación educativa . El 1 de marzo de 2024, recibió el homenaje de la Universidad de Barcelona a su trayectoria profesional.